# Midway (Ohio)
Midway – wieś w Stanach Zjednoczonych, w stanie Ohio, w hrabstwie Madison.